# Gitona valentinae
Gitona valentinae är en tvåvingeart som beskrevs av Maca 1988. Gitona valentinae ingår i släktet Gitona och familjen daggflugor.
Artens utbredningsområde är Uzbekistan. Inga underarter finns listade i Catalogue of Life.